# Mine de Malmberget
La mine de Malmberget est une mine de fer située près de Gällivare dans le comté de Norrbotten en Suède. Elle appartient à LKAB. Sa production a débuté en 1892. En 2009, la mine avait une production de 4,3 millions de tonnes de minerai de fer par an. Au total, la mine a produit environ 350 millions de tonnes de minerai.